# Annunciazione di San Giovanni Valdarno
L'Annunciazione di San Giovanni Valdarno è un'opera di Beato Angelico (tempera su tavola, 195x158 cm) conservata nel Museo della basilica di Santa Maria delle Grazie a San Giovanni Valdarno e databile ai primi anni trenta del Quattrocento, forse il 1432. L'opera è probabilmente la seconda di una serie di tre grandi tavole dell'Annunciazione dipinte dall'Angelico negli anni trenta del Quattrocento; le altre due sono l'Annunciazione di Cortona e l'Annunciazione del Museo del Prado.

## Storia
Nel 1432 un documento testimonia come l'Angelico stesse lavorando a un'Annunciazione per la chiesa di Sant'Alessandro a Brescia, della quale non resta alcun'altra traccia. Poiché pochi anni dopo la medesima chiesa commissionava un'altra pala dell'Annunciazione, questa volta al veneziano Jacopo Bellini (pagata nel 1443), si è ipotizzato che l'opera a cui l'Angelico lavorava non arrivasse mai a Brescia e che, per motivi sconosciuti, prendesse altre strade. Alcuni hanno ipotizzato che tale opera sia l'Annunciazione di Cortona, altri quella di San Giovanni.
Non è sicuro che l'opera fosse destinata in origine alla chiesa francescana di Montecarlo presso San Giovanni, terminata nel 1438, ma qui restò fino alla fine del XX secolo. Non tutta la critica è concorde sull'autografia e sulla collocazione nel percorso artistico dell'Angelico. Alcuni vi leggono un'influenza delle opere di Filippo Lippi.

## Descrizione e stile
La scena è composta in maniera simile all'opera ritenuta la prima della serie, l'Annunciazione di Cortona, con alcune differenze. Innanzitutto la superficie dipinta invece che tripartita è bipartita, con il giardino ridotto a un affaccio dalle arcate laterali di sinistra. Per fare ciò l'Angelico ha spostato il punto di fuga all'interno della casa invece che all'esterno, concentrando maggiormente l'attenzione dello spettatore sull'Annunciazione. Come nell'Annunciazione di Masolino da Panicale, anche qui lo spazio appare diviso in due dall'arcata in primo piano e segna una struttura di transizione tra il tradizionale polittico cuspidato medievale e la pala quadrata rinascimentale. Al centro delle arcate, entro un medaglione, si trova la figura di un profeta, che guarda Maria e tiene in mano un cartiglio che certifica l'avverarsi della profezia. 
Rispetto all'opera cortonese la sensibilità cromatica è superiore, con un concerto di colori più ricco, che va dal verde del giardino, al rosa e l'oro della veste dell'angelo, al blu e al rosso di quella di Maria, fino al cielo stellato del soffitto del portico e alle delicate incrostazioni marmoree, che in questo caso, oltre che al pavimento si estendono anche in specchiature sulle pareti. 
La Madonna e l'Angelo hanno posizioni e abbigliamento simili alla pala di Cortona, con un maggiore risalto della luce, che in questo caso è studiata con più cura: sono scomparse infatti le incertezze di provenienza dell'opera di Cortona e l'illuminazione arriva con coerenza dal lato sinistro, dal giardino, illuminando con più decisione i panneggi e l'architettura. 
L'effetto d'insieme indugia però maggiormente verso una descrizione festosa dei dettagli, compromettendo il delicato equilibrio mistico della pala di Cortona. 
A sinistra, come nell'opera precedente, si vede il giardino allusivo alla verginità di Maria (hortus conclusus), popolato da una moltitudine di piante e pianticelle dipinte con grande cura. Tra le specie legate a valori simbolici si riconosce la palma, che ricorda il futuro martirio di Cristo. In alto, su una collinetta, si trova la cacciata di Adamo ed Eva dal paradiso terrestre, primo momento di rottura tra l'Uomo e Dio che viene ricomposto proprio dall'accettazione di Maria.

## Predella
Nella predella si trovano cinque scene della vita di Maria (lo Sposalizio, la Visitazione, l'Adorazione dei Magi, la Presentazione al Tempio, la Dormizione) attribuite ad un assistente dell'Angelico, Zanobi Strozzi. Dal primo pannello manca una porzione, dove probabilmente era raffigurata, all'interno di un edificio, la Natività della Vergine. 
Predella dell'Annunciazione di San Giovanni Valdarno